# F. Hudson Miller
F. Hudson Miller ist ein US-amerikanischer Tonmeister.

## Leben
Miller besuchte das Grinnell College in Iowa, wo er seinen Bachelor of Arts machte. An der USC School of Cinematic Arts der University of Southern California legte er seinen Master ab. Seine erste Mitarbeit bei einem Spielfilm hatte er 1986 bei John Carpenters Black Moon. 1991 war er für seine Toneffekte für Star Trek VI: Das unentdeckte Land für den Oscar nominiert. Miller ist Mitglied des Board of Directors der Motion Picture Editor’s Guild.

## Filmografie (Auswahl)
- 1986: Black Moon (Black Moon Rising)
- 1988: Crocodile Dundee II
- 1988: Die nackte Kanone (The Naked Gun: From the Files of Police Squad!)
- 1990: Jagd auf Roter Oktober (The Hunt for Red October)
- 1990: Tage des Donners (Days of Thunder)
- 1991: Die nackte Kanone 2½ (The Naked Gun 2½: The Smell of Fear)
- 1991: Star Trek VI: Das unentdeckte Land (Star Trek VI: The Undiscovered Country)
- 1992: Die Stunde der Patrioten (Patriot Games)
- 1996: The Rock – Fels der Entscheidung (The Rock)
- 1997: Con Air
- 1997: Speed 2 (Speed 2: Cruise Control)
- 1998: Der Staatsfeind Nr. 1 (Enemy of the State)
- 2000: Nur noch 60 Sekunden (Gone in Sixty Seconds)
- 2001: Pearl Harbor
- 2003: Die Geistervilla (The Haunted Mansion)
- 2004: Das Vermächtnis der Tempelritter (National Treasure)
- 2005: Die Chroniken von Narnia: Der König von Narnia (The Chronicles of Narnia: The Lion, the Witch and the Wardrobe)
- 2005: Hitch – Der Date Doktor (Hitch)
- 2006: Pirates of the Caribbean – Fluch der Karibik 2 (Pirates of the Caribbean: Dead Man’s Chest)
- 2007: Das Vermächtnis des geheimen Buches (National Treasure: Book of Secrets)
- 2009: Shopaholic – Die Schnäppchenjägerin (Confessions of a Shopaholic)

## Auszeichnungen
- 1992: Oscar-Nominierung für Star Trek VI: Das unentdeckte Land